# MTV Entertainment Studios
MTV Entertainment Studios fue la rama de producción de cine y televisión del MTV Entertainment Group, una subsidiaria de la división Paramount Media Networks de Paramount Skydance Corporation. Fundada en 1991 como MTV Productions, es una consolidación del antiguo grupo MTV Films establecido en 1996 y el grupo MTV Production Development/MTV Studios de 2003-2021, ha producido programas de televisión originales como South Park, Beavis and Butt-Head, Æon Flux, Jackass, My Super Sweet 16, Daria, Celebrity Deathmatch, Secundaria de clones y The Real World y películas como Election, Joe's Apartment y Napoleon Dynamite. Sus películas son estrenadas por Paramount Pictures, la división de Paramount Skydance Corporation. La unidad de MTV Films formó parte de Paramount Players hasta 2020. 
En 2025, la división se integró a Paramount Television Studios, tras una reestructuración de las divisiones de televisión de Paramount Skydance Corporation.

## Historia
MTV Productions comenzó en 1991 y se expandió dos años después, con Doug Herzog como presidente de la unidad. Su expansión consistió en producir programas para estreno en cines, televisión abierta y cable, distribución y el mercado internacional. Luego, MTV firmó un contrato para dos películas con Geffen Pictures para comenzar a hacer dichos largometrajes después.
Sólo una película salió del acuerdo debido a la adquisición en 1994 de Paramount Pictures por parte de la empresa matriz de MTV, Viacom. Joe's Apartment, basado en un corto transmitido por MTV, se estrenó el 26 de julio de 1996 y recaudó 4,6 millones de dólares con un presupuesto de 13 millones de dólares, lo que lo convirtió en un fracaso de taquilla. Poco después, MTV Productions intentó crear una tira de entretenimiento llamada Real Time, que sería distribuida por Viacom Enterprises, propiedad de Viacom, matriz de MTV, y programada para emitirse para la temporada televisiva 1994-1995, pero nunca se materializó.
Poco después, Viacom compró la participación de Paramount Pictures. Paramount comenzó a distribuir material de MTV y Nickelodeon.Poco después de que se cancelara The Arsenio Hall Show, Paramount comenzó a distribuir y producir The Jon Stewart Show de MTV para el mercado de distribución.
En 1994, Paramount Television Group y MTV Productions firmaron un acuerdo para desarrollar proyectos encargados por MTV y otorgaron a Paramount el derecho de preferencia sobre los proyectos desarrollados por MTV. En 1995, David Gale fue nombrado director de MTV Films.
MTV desarrolló su primer largometraje en colaboración con Paramount Pictures, Beavis and Butt-Head Do America, basado en la caricatura de MTV Beavis and Butt-Head. La película recaudó 63,1 millones de dólares con un presupuesto de 12 millones de dólares.
Para la temporada de televisión 1997–98, MTV Productions incursionó en la producción de cadenas de televisión, junto con Paramount Network Television, hermana de Viacom, para producir la comedia de NBC Jenny, la comedia de UPN (entonces hermana de MTV) Hitz y el drama de WB Three. Ninguna de esas series duró más de una temporada.
El 21 de agosto de 1998, MTV Films estrenó otra película, Dead Man on Campus, protagonizada por Tom Everett Scott y Mark-Paul Gosselaar. Recibió críticas negativas y fue un fracaso de taquilla, recaudando 15,1 millones de dólares con un presupuesto de 14 millones de dólares.
El siguiente proyecto de MTV Films, 200 Cigarettes, estrenado el 26 de febrero de 1999, fue un fracaso de taquilla, recaudando 6,8 millones de dólares con un presupuesto de 6 millones de dólares.
En 2001, MTV produjo Zoolander bajo la marca VH1 Films, que recaudó 60,7 millones de dólares con un presupuesto de 28 millones de dólares.
El 21 de agosto de 2006, Nickelodeon Movies, Comedy Central Films y MTV Films se convirtieron en sellos de Paramount Motion Pictures Group. Menos de once años después, en 2017, se creó Paramount Players como una empresa conjunta con MTV Films, Nickelodeon Movies y BET Films. En 2019, MTV Studios lanzó MTV Documentary Films, un sello que produce y adquiere largometrajes documentales. En 2020, MTV Films se incorporó a MTV Studios. Al año siguiente, MTV Studios se convirtió en MTV Entertainment Studios, abarcando contenido basado en todas las marcas de MTV Entertainment Group.
El 7 de agosto de 2025, se dio a conocer que MTV Entertainment Studios se había fusionado con Skydance Television para formar Paramount Television Studios (segunda versión), tras el final de la fusión entre Skydance Media y Paramount Global, formando como resultado Paramount Skydance Corporation.

Logo de 2010 a 2013

Logo final como MTV Films

## Películas

### Estrenadas en cines
| Título                               | Fecha de estreno         | Compañía prodcutora(s) | Distribución                                                      | Presupuesto (en USD) | Recaudación (en USD) |
| ------------------------------------ | ------------------------ | --- | ----------------------------------------------------------------- | -------------------- | -------------------- |
| Joe's Apartment                      | 26 de julio de 1996      | Geffen Pictures / Blue Sky Studios (animación) | Warner Bros.                                                      | $13 millones         | $4,619,014           |
| Beavis and Butt-Head Do America      | 20 de diciembre de 1996  | MTV Animation / Geffen Pictures / Judgemental Films                                                                                                   | Paramount Pictures                                                | $12 millones         | $63,118,386          |
| Dead Man on Campus                   | 21 de agosto de 1998     | Pacific Western Productions | Paramount Pictures                                                | $14 millones         | $15,064,946          |
| Varsity Blues                        | 15 de enero de 1999      | Tollin/Robbins Productions | Paramount Pictures                                                | $16 millones         | $54,294,169          |
| 200 Cigarettes                       | 26 de febrero de 1999    | Lakeshore Entertainment | Paramount Pictures                                                | $6 millones          | $6,852,450           |
| Election                             | 7 de mayo de 1999        | Bona Fide Productions | Paramount Pictures                                                | $25 millones         | $14,902,041          |
| South Park: Bigger, Longer & Uncut   | 30 de junio de 1999      | via Comedy Central Films; Scott Rudin Productions / Braniff Productions                                                                               | Paramount Pictures (USA) Warner Bros. (Internacional)             | $21 millones         | $83,137,603          |
| The Wood                             | 16 de julio de 1999      | | Paramount Pictures                                                | $6 millones          | $25,059,640          |
| The Original Kings of Comedy         | 18 de agosto de 2000     | Latham Entertainment / 40 Acres & A Mule Filmworks | Paramount Pictures                                                | $3 millones          | $38,182,790          |
| Save the Last Dance                  | 12 de enero de 2001      | Cort/Madden Productions | Paramount Pictures                                                | $13 millones         | $131,706,809         |
| Pootie Tang                          | 29 de junio de 2001      | Chris Rock Productions / HBO Downtown Productions / 3 Arts Entertainment / Alphaville Films                                                           | Paramount Pictures                                                | $7 millones          | $3,313,583           |
| Zoolander                            | 28 de septiembre de 2001 | via VH1 Films; Village Roadshow Pictures / NPV Entertainment / Red Hour Productions / Scott Rudin Productions                                         | Paramount Pictures                                                | $28 millones         | $60,780,981          |
| Orange County                        | 11 de enero de 2002      | Scott Rudin Productions | Paramount Pictures                                                | $18 millones         | $41,032,915          |
| Crossroads                           | 15 de febrero de 2002    | Zomba Films | Paramount Pictures                                                | $12 millones         | $61,141,030          |
| Martin Lawrence Live: Runteldat      | 2 de agosto de 2002      | Runteldat Entertainment | Paramount Pictures                                                | $3 millones          | $19,184,820          |
| Jackass: The Movie                   | 25 de octubre de 2002    | Dickhouse Productions / Lynch Siderow Productions | Paramount Pictures                                                | $5 millones          | $79,493,831          |
| Better Luck Tomorrow                 | 11 de abril de 2003      | | Paramount Pictures                                                | $250,000             | $3,809,226           |
| The Fighting Temptations             | 19 de septiembre de 2003 | Handprint Films | Paramount Pictures                                                | $30 millones         | $32,750,821          |
| Tupac: Resurrection                  | 14 de noviembre de 2003  | Amaru Entertainment | Paramount Pictures                                                | $300,000             | $7,808,524           |
| The Perfect Score                    | 30 de enero de 2004      | Roger Birnbaum Productions / Tollin/Robbins Productions                                                                                               | Paramount Pictures                                                |                      | $10,876,805          |
| Napoleon Dynamite                    | 27 de agosto de 2004     | HH Films | Fox Searchlight Pictures (USA) Paramount Pictures (International) | $400,000             | $46,118,097          |
| Coach Carter                         | 14 de enero de 2005      | Tollin/Robbins Productions | Paramount Pictures                                                | $30 millones         | $76,669,806          |
| The Longest Yard                     | 27 de mayo de 2005       | Columbia Pictures / Happy Madison Productions / Callahan Filmworks                                                                                    | Paramount Pictures (USA) Sony Pictures (International)            | $82 millones         | $190,320,568         |
| Hustle & Flow                        | 22 de julio de 2005      | Paramount Classics / New Deal Entertainment | Paramount Pictures                                                | $2.8 millones        | $23,563,727          |
| Murderball                           | 22 de julio de 2005      | Participant Media / A&E IndieFilms | THINKFilm                                                         | $350,000             | $1,750,211           |
| Get Rich or Die Tryin'               | 9 de noviembre de 2005   | G-Unit Films/Interscope/Shady/Aftermath Films | Paramount Pictures                                                | $40 millones         | $46,442,528          |
| Æon Flux                             | 2 de diciembre de 2005   | Lakeshore Entertainment / Valhalla Motion Pictures | Paramount Pictures                                                | $62 millones         | $52,304,001          |
| Strangers with Candy                 | 28 de junio de 2006      | via Comedy Central Films; Worldwide Pants / Robert/Davis Films                                                                                        | THINKFilm                                                         | $2.3 millones        |                      |
| Broken Bridges                       | 6 de septiembre de 2006  | via CMT Films | Paramount Classics                                                | $11 millones         | $252,539             |
| Jackass Number Two                   | 22 de septiembre de 2006 | Dickhouse Productions / Lynch Siderow Productions | Paramount Pictures                                                | $11.5 millones       | $84,618,532          |
| Freedom Writers                      | 5 de enero de 2007       | Jersey Films / 2S Films | Paramount Pictures                                                | $21 millones         | $43,090,741          |
| Reno 911!: Miami                     | 23 de febrero de 2007    | via Comedy Central Films; High Sierra Carpeting / Jersey Films / Double Feature Films / Principato-Young Entertainment                                | 20th Century Fox (USA) Paramount Pictures (Internacional)         | $10 millones         | $22,021,262          |
| Blades of Glory                      | 30 de marzo de 2007      | DreamWorks Pictures / Red Hour Films / Smart Entertainment                                                                                            | Paramount Pictures                                                | $53 millones         | $145,708,642         |
| How She Move                         | 28 de enero de 2008      | Celluloid Dreams / Sienna Films | Paramount Vantage                                                 | $17 millones         | $8,533,187           |
| Stop-Loss                            | 28 de marzo de 2008      | | Paramount Pictures                                                | $25 millones         | $11,207,130          |
| The Foot Fist Way                    | 30 de mayo de 2008       | Gary Sanchez Productions / You Know I Can't Kiss You, Inc.                                                                                            | Paramount Vantage                                                 | $79,000              | $245,292             |
| Dance Flick                          | 22 de mayo de 2009       | Wayans Bros. Entertainment | Paramount Pictures                                                | $25 millones         | $31,439,140          |
| Jackass 3D                           | 15 de octubre de 2010    | Dickhouse Productions | Paramount Pictures                                                | $20 millones         | $170,256,125         |
| Justin Bieber: Never Say Never       | 11 de febrero de 2011    | Insurge Pictures / AEG Live / Island Records / Scooter Braun Films / L.A. Reid Media                                                                  | Paramount Pictures                                                | $13 millones         | $98,441,954          |
| Kevin Hart: Laugh at My Pain         | 9 de septiembre de 2011  | via Comedy Central Films; Codeblack Entertainment / Hartbeat Productions / Usual Suspects Productions                                                 | AMC Theatres                                                      | $750,000             | $7,706,436           |
| Footloose                            | 14 de octubre de 2011    | Spyglass Entertainment / Unique Features / Dylan Sellers / Weston Pictures / Zadan/Meron / Southern Cross the Dog / Storyline Entertainment           | Paramount Pictures                                                | $24 millones         | $62,701,289          |
| Katy Perry: Part of Me               | 3 de julio de 2012       | Insurge Pictures / Imagine Entertainment / AEG Live / Magical Elves Productions / Splinter Films / Pulse Films / EMI Music                            | Paramount Pictures                                                | $12 millones         | $31,911,815          |
| Hansel y Gretel: cazadores de brujas | 25 de enero de 2013      | Metro-Goldwyn-Mayer / Gary Sanchez Productions / Studio Babelsberg / Flynn Picture Company                                                            | Paramount Pictures                                                | $50 millones         | $225,703,475         |
| Jackass Presents: Bad Grandpa        | 25 de octubre de 2013    | Dickhouse Productions | Paramount Pictures                                                | $15 millones         | $151,826,547         |
| Project Almanac                      | 30 de enero de 2015      | Insurge Pictures / Platinum Dunes | Paramount Pictures                                                | $12 millones         | $32,200,000          |
| 76 Days                              | 4 de diciembre de 2020   | Distribution only; 76 Days LLC / Ford Foundation / XTR / Sundance Institute                                                                           | via MTV Documentary Films                                         |                      |                      |
| Finding Yingying                     | 11 de diciembre de 2020  | Distribution only; Kartemquin Films / Mitten Media / Nika Media                                                                                       | via MTV Documentary Films                                         |                      |                      |
| 17 Blocks                            | 19 de febrero de 2021    | Distribution only; Beachside Films / Bunny Lake Films / 21 Balloons Productions                                                                       | via MTV Documentary Films                                         |                      |                      |
| Pink Skies Ahead                     | 8 de mayo de 2021        | Distribution only; Stampede Ventures / Divide/Conquer / Foton Pictures / Glanzrock Productions                                                        |                                                                   |                      |                      |
| Ascension                            | 8 de octubre de 2021     | Distribution only; XTR / Firelight Media / Field of Vision / Cinereach / Chicken & Egg Pictures / The Sundance Institute / San Francisco Film Society | via MTV Documentary Films                                         |                      | $17,200              |
| Jackass Forever                      | 4 de febrero de 2022     | Dickhouse Productions / Gorilla Flicks | Paramount Pictures                                                | $10 millones         | $60,850,771          |
| La memoria infinita                  | 11 de agosto de 2023     | Micromundo / Fabula | via MTV Documentary Films                                         |                      | $12,000              |
| Pay or Die                           | 1 de noviembre de 2023   | Sons of Rigor / Salty Features / Post Road Pictures / Artemis Rising Foundation                                                                       | via MTV Documentary Films                                         |                      |                      |

### Directo a vídeo
| Título                                                  | Fecha de estreno     | Compañía productora(s)        | Distribución                 | Presupuesto (en USD) |
| ------------------------------------------------------- | -------------------- | ----------------------------- | ---------------------------- | -------------------- |
| Save the Last Dance 2                                   | 6 de octubre de 2006 |                               | Paramount Home Entertainment | $5 millones          |
| Beneath                                                 | 7 de agosto de 2007  | Paramount Classics            | Paramount Home Entertainment |                      |
| Jackass Presents: Mat Hoffman's Tribute to Evel Knievel | 27 de mayo de 2008   | Dickhouse Productions         | Paramount Home Entertainment |                      |
| La casa de los dibujos: La película                     | 20 de abril de 2010  | Double Hemm / 6 Point Harness | Paramount Home Entertainment | $350,000             |

### Streaming
| Título                                      | Fecha de estreno         | Compañía productora(s)                                                   | Servicio   | Presupuesto (en USD) |
| ------------------------------------------- | ------------------------ | ------------------------------------------------------------------------ | ---------- | -------------------- |
| Eli                                         | 18 de octubre de 2019    | Paramount Players / Intrepid Pictures / Bellevue Productions             | Netflix    | $11 millones         |
| Madame X                                    | 23 de septiembre de 2021 |                                                                          | Paramount+ |                      |
| South Park: Post Covid                      | 25 de noviembre de 2021  | Comedy Partners / South Park Studios                                     | Paramount+ |                      |
| South Park: Post Covid: The Return of Covid | 16 de diciembre de 2021  | Comedy Partners / South Park Studios                                     | Paramount+ |                      |
| Three Months                                | 23 de febrero de 2022    | The Allegiance Theater                                                   | Paramount+ |                      |
| South Park The Streaming Wars               | 1 de junio de 2022       | Comedy Partners / South Park Studios                                     | Paramount+ |                      |
| Beavis and Butt-Head Do the Universe        | 23 de junio de 2022      | Titmouse, Inc. / Judgemental Films / 3 Arts Entertainment                | Paramount+ |                      |
| South Park The Streaming Wars Part 2        | 13 de julio de 2022      | Comedy Partners / South Park Studios                                     | Paramount+ |                      |
| Teen Wolf: The Movie                        | 26 de febrero de 2023    | First Cause, Inc. / Capital Arts Entertainment / MGM Television          | Paramount+ |                      |
| Milli Vanilli                               | 24 de octubre de 2023    | MRC / Keep On Running Pictures / Fulwell 73                              | Paramount+ |                      |
| South Park: Joining the Panderverse         | 27 de octubre de 2023    | Comedy Partners / South Park Studios                                     | Paramount+ |                      |
| Finestkind                                  | 15 de diciembre de 2023  | Between Two Trees Entertainment / Bosque Ranch Productions / 101 Studios | Paramount+ |                      |
| South Park (No apto para menores)           | 20 de diciembre de 2023  | Comedy Partners / South Park Studios                                     | Paramount+ |                      |
| South Park: El fin de la obesidad           | 25 de mayo de 2024       | Comedy Partners / South Park Studios                                     | Paramount+ |                      |

## Televisión

### Series de televisión
| Título                                       | Años                           | Emisora                         | Notas |
| -------------------------------------------- | ------------------------------ | ------------------------------- | --- |
| 120 Minutes                                  | 1986–2003 2011–13              | MTV MTV2                        | |
| Club MTV                                     | 1987–92                        | MTV                             | |
| Stevie and Zoya                              | 1987–89                        | MTV                             | |
| Remote Control                               | 1987–1990                      | MTV/Sindicación                 | |
| Yo! MTV Raps                                 | 1988–1995 2022                 | MTV Paramount+                  | |
| House of Style                               | 1989–2000 2009–14              | MTV                             | |
| MTV Unplugged                                | 1989–presente                  | MTV/MTV Live                    | |
| Turn It Up!                                  | 1990                           | MTV                             | Chauncey Street Productions |
| Liquid Television                            | 1991–95 2014                   | MTV                             | coproducción con Colossal Pictures (temporadas 1–3) y Titmouse, Inc. (temporada 4) |
| Æon Flux                                     | 1991–95                        | MTV                             | coproducción con MTV Animation y Colossal Pictures |
| The Real World                               | 1992–2019                      | MTV/Facebook Watch              | coproducción con Bunim/Murray Productions |
| Lip Service                                  | 1992–94                        | MTV                             | |
| Beavis and Butt-Head                         | 1993–97 2011 2022–presente     | MTV Paramount+/Comedy Central   | coproducción con MTV Animation (temporadas 1–8), Titmouse, Inc. (temporadas 9–), Judgemental Films y 3 Arts Entertainment |
| The Jon Stewart Show                         | 1993–95                        | MTV/Syndication                 | coproducción con Paramount Domestic Television (temporada 2) y Busboy Productions |
| The Brothers Grunt                           | 1994–95                        | MTV                             | coproducción con MTV Animation amd a.k.a. Cartoon |
| VH1 Top 20 Video Countdown                   | 1994–2015                      | VH1                             | |
| The Head                                     | 1994–96                        | MTV                             | coproducción con MTV Animation |
| The Maxx                                     | 1995                           | MTV                             | coproducción con MTV Animation |
| Singled Out                                  | 1995–98 2018–2020              | MTV Quibi                       | coproducción con Start Entertainment |
| Road Rules                                   | 1995–2007                      | MTV                             | Bunim/Murray Productions |
| VH1 Storytellers                             | 1996–2015                      | VH1                             | |
| The Daily Show                               | 1996–presente                  | Comedy Central                  | Comedy Partners / Mad Cow Productions (1996–2002) / Busboy Productions (1999–2015) / Ark Angel (2015–presente) |
| Daria                                        | 1997–2002                      | MTV                             | MTV Animation / Heyday Media |
| South Park                                   | 1997–presente                  | Comedy Central                  | Comedy Partners / Braniff Productions (1997–2006) / Parker-Stone Productions (2006–2007) / South Park Studios (2007–presente) |
| Cartoon Sushi                                | 1997–1998                      | MTV                             | MTV Animation / a.k.a. Cartoon / DNA Productions |
| Hitz                                         | 1997–1998                      | UPN                             | Vaczy-Gamble Productions / Paramount Television |
| Jenny                                        | 1997–1998                      | NBC                             | Mark & Howard Productions / Paramount Television |
| Behind the Music                             | 1997–2014 2021                 | VH1 Paramount+                  | CBS News (algunos episodios) / Paramount Television (algunos episodios) / Gay Rosenthal Productions / Creature Films |
| Three                                        | 1998                           | The WB                          | Paramount Television |
| True Life                                    | 1998–2017                      | MTV                             | |
| Celebrity Deathmatch                         | 1998–2002 2006–2007            | MTV MTV2                        | MTV Animation / Cuppa Coffee Studio |
| The Challenge                                | 1998–presente                  | MTV                             | Bunim/Murray Productions |
| Total Request Live                           | 1998–2008                      | MTV                             | |
| The Tom Green Show                           | 1999–2000                      | MTV                             | |
| Station Zero                                 | 1999                           | MTV                             | MTV Animation / Possible Worlds / C-Traze Studios / Upfront Entertainment |
| Downtown                                     | 1999                           | MTV                             | MTV Animation |
| Making the Band                              | 2000–2009                      | ABC / MTV                       | Bunim/Murray Productions |
| Spy Groove                                   | 2000–2001                      | MTV                             | MTV Animation |
| 2gether: The Series                          | 2000–2001                      | MTV                             | Gunn & Gunn Productions / Alliance Atlantis |
| The Lyricist Lounge Show                     | 2000–2001                      | MTV                             | C to the B Productions |
| MTV Cribs                                    | 2000–2010 2021–2023            | MTV                             | |
| Fear                                         | 2000–2002                      | MTV                             | |
| Jackass                                      | 2000–2002                      | MTV                             | Dickhouse Productions |
| Bands on the Run                             | 2001                           | VH1                             | |
| Universitarios                               | 2001                           | MTV Teletoon                    | MTV Animation / Decode Entertainment |
| Small Shots                                  | 2001–2003                      | The New TNN                     | |
| CMT Crossroads                               | 2002–presente                  | CMT                             | Country Music Television |
| Crank Yankers                                | 2002–2007 2019–2022            | Comedy Central/MTV2             | Comedy Partners / Kimmelot / ITV America |
| Sorority Life                                | 2002–2003                      | MTV                             | |
| Secundaria de clones                         | 2002–2003 2023–2024            | MTV/Teletoon Max                | MTV Animation / Touchstone Television (temporada 1) / Doozer / Lord Miller Productions / Nelvana (temporada 1) / ShadowMachine (temporadas 2–3)                                                                                     |
| TV Land Legends: The 60 Minutes Interviews   | 2002–2004                      | TV Land                         | CBS News |
| 3-South                                      | 2002–2003                      | MTV                             | MTV Animation / Warner Bros. Animation |
| como «MTV Production Development»            |                                |                                 | |
| Gerhard Reinke's Wanderlust                  | 2003                           | Comedy Central                  | Jackhole Productions |
| Punk'd                                       | 2003–2007 2012; 2015 2020–2021 | MTV/BET/The Roku Channel        | Katalyst Media (temporadas 1–9) / STX Entertainment (temporada 10–) |
| Trigger Happy TV                             | 2003                           | Comedy Central                  | |
| Reno 911!                                    | 2003–2009 2020–2022            | Comedy Central The Roku Channel | High Sierra Carpeting / Jersey Television (2003–2009) |
| The Joe Schmo Show                           | 2003–2004 2013; 2025           | Spike TBS                       | Spike Cable Networks / Resse Wernick Productions / Stone Stanley Entertainment (temporadas 1–2) / Zoo Productions (temporada 3) / Fly on the Wall Entertainment (temporada 4)                                                       |
| Viva La Bam                                  | 2003–2004                      | MTV                             | 18 Husky (temporadas 1–3) / Dakota Pictures / Bam Margena Productions |
| Wildboyz                                     | 2003–2006                      | MTV MTV2                        | Dickhouse Productions |
| Bands Reunited                               | 2004–2006                      | VH1                             | VH1 Productions / Evolution Media |
| Pimp my ride                                 | 2004–2007                      | MTV                             | R–Lab |
| I Want a Famous Face                         | 2004–2005                      | MTV                             | Pink Sneakers Productions |
| TV Land Moguls                               | 2004–2009                      | TV Land                         | CBS News |
| ALF's Hit Talk Show                          | 2004                           | TV Land                         | Burt Dubrow Productions |
| The Assistant                                | 2004                           | MTV                             | |
| Living in TV Land                            | 2004–2006                      | TV Land                         | |
| Video Mods                                   | 2004–2005                      | MTV2                            | Big Bear Entertainment / IBC Entertainment |
| Laguna Beach: The Real Orange County         | 2004-2006                      | MTV                             | Go Go Luckey Productions |
| My Super Sweet 16                            | 2005–2017                      | MTV                             | |
| Wonder Showzen                               | 2005–2006                      | MTV2                            | USA Cable Entertainment (temporada 1) / PFFR |
| Chasing Farrah                               | 2005                           | TV Land                         | |
| Next                                         | 2005–2008                      | MTV                             | Kallissa Productions / Lighthearted Entertainment |
| The Andy Milonakis Show                      | 2005–2007                      | MTV/MTV2                        | Jackhole Productions |
| 365gay News                                  | 2005–2011                      | Logo TV                         | CBS News |
| Wild 'n Out                                  | 2005–2007 2013–presente        | MTV/MTV2/VH1                    | Mr. Renassiance Entertainment (temporadas 1–4) / The Collective (temporadas 1–4) / Ncredible Entertainment (temporada 5–) |
| Breaking Bonaduce                            | 2005–2006                      | VH1                             | 3Ball Productions |
| But Can They Sing?                           | 2005                           | VH1                             | Granada America |
| Run's House                                  | 2005–2009                      | MTV                             | Good Clean Fun / Simmons/Lathan Media Group / Bad Boy Films |
| Noah's Arc                                   | 2005–2006                      | Logo TV                         | |
| Sit Down Comedy with David Steinberg         | 2005–2007                      | TV Land                         | Dark Light Pictures |
| Can't Get a Date                             | 2006–2008                      | VH1 / Logo TV                   | |
| So Notorious                                 | 2006                           | VH1                             | Alberghini/Chessler Productions |
| Yo Momma                                     | 2006–2007                      | MTV                             | Evolution Media / MV Productions Inc |
| The Hills                                    | 2006–2010                      | MTV                             | Done and Done Productions |
| Where My Dogs At?                            | 2006                           | MTV2                            | MTV Animation / Enough With The Bread / Already Productions / 6 Point Harness |
| Dallas Cowboys Cheerleaders: Making the Team | 2006–2021                      | CMT                             | Country Music Television / Triage Entertainment |
| Rob & Big                                    | 2006–2008                      | MTV                             | Dickhouse Productions |
| Bam's Unholy Union                           | 2007                           | MTV                             | coproducción con Bam Margera Productions |
| Wrestling Society X                          | 2007                           | MTV                             | coproducción con Big Vision Entertainment |
| Human Giant                                  | 2007–2008                      | MTV                             | coproducción con 3 Arts Entertainment |
| Friday: The Animated Series                  | 2007                           | MTV2                            | coproducción con MTV Animation, New Line Television y Cube Vision |
| Room 401                                     | 2007                           | MTV                             | Toy Plane Industries / Proud Mary Entertainment / Katalyst Films |
| A Shot at Love with Tila Tequila             | 2007                           | MTV                             | 495 Productions |
| Kaya                                         | 2007                           | MTV                             | coproducción con CTV, Flame Ventures, Kedzie Productions y Protocol Entertainment |
| Newport Harbor: The Real Orange County       | 2007–2008                      | MTV                             | Go Go Luckey Productions |
| Celebrity Rehab with Dr. Drew                | 2008                           | VH1                             | coproducción con Irwin Entertainment |
| America's Best Dance Crew                    | 2008–2015                      | MTV                             | coproducción con Warner Horizon Television, Tenth Planet Productions, Hip Hop International, Bayonne Entertainment y Dream Merchant Entertainment                                                                                   |
| 50 Cent: The Money and the Power             | 2008–2009                      | MTV                             | Ish Entertainment / Shady Records / Aftermath Entertainment / Interscope Records / Cheetah Vision Films |
| The City                                     | 2008–2010                      | MTV                             | Done and Done Productions |
| RuPaul's Drag Race                           | 2009–presente                  | Logo TV/MTV                     | World of Wonder |
| How's Your News?                             | 2009                           | MTV                             | AM/FM Pictures |
| Rob Dyrdek's Fantasy Factory                 | 2009–2015                      | MTV                             | Gorilla Flicks |
| T.I.'s Road to Redemption                    | 2009                           | MTV                             | Category 5 Entertainment / Grand Hustle Productions / Ish Entertainment |
| Tough Love                                   | 2009–2013                      | VH1                             | High Noon Entertainment / Flower Films |
| The Cougar                                   | 2009                           | TV Land                         | Warner Horizon Television / Next Entertainment |
| 16 and Pregnant                              | 2009–2021                      | MTV                             | 11th Street Productions |
| DJ & the Fro                                 | 2009                           | MTV                             | Titmouse, Inc. / Double Hemm |
| Have My Day                                  | 2009                           | TV Land                         | coproducción con Sony Pictures Television, Embassy Row y Monkey Kingdom |
| Popzilla                                     | 2009                           | MTV                             | coproducción con Animax Entertainment |
| Jersey Shore                                 | 2009–2012                      | MTV                             | coproducción con 495 Productions |
| Teen Mom                                     | 2009–2021                      | MTV                             | 11th Street Productions |
| First Love, Second Chance                    | 2010                           | TV Land                         | |
| Hot in Cleveland                             | 2010–2015                      | TV Land                         | Hazy Mills Productions / SamJen Productions |
| Harry Loves Lisa                             | 2010                           | TV Land                         | coproducción con Good Clean Fun |
| Teen Mom 2                                   | 2011–2022                      | MTV                             | coproducción con 11th Street Productions |
| Skins                                        | 2011                           | MTV                             | Una adaptación estadounidense de la serie dramática adolescente británica Skins de Bryan Elsley y Jamie Brittain. coproducción con Company Pictures, Storm Dog Films y Entertainment One                                            |
| Retired at 35                                | 2011–2012                      | TV Land                         | coproducción con Fore Left Productions y Acme Productions |
| Love & Hip Hop: New York                     | 2011–2020                      | VH1                             | coproducción con Monami Productions / Eastern TV (temporadas 1–9) y Big Fish Entertainment (temporada 10) |
| Mob Wives                                    | 2011–2016                      | VH1                             | coproducción con Electus, The Weinstein Company, Left/Right Productions y Just Jenn Productions |
| Single Ladies                                | 2011–2014                      | VH1/BET Her                     | Flavor Unit Entertainment / The Popfilms Movie Company (temporadas 1–3) / The Littlejohn Experience (temporada 1) / In Cahoots Media Inc. (temporadas 1–3) / Blue Ice Pictures (temporada 4) / Water Walk Productions (temporada 4) |
| Teen Wolf                                    | 2011–2017                      | MTV                             | coproducción con MGM Television, Adelstein Productions, DiGa Vision, First Cause, Inc., Lost Marbles Television y Siesta Productions                                                                                                |
| Happily Divorced                             | 2011–2013                      | TV Land                         | Uh-Oh Productions |
| Bar Rescue                                   | 2011–presente                  | Spike                           | Spike Cable Networks Inc. / 3 Ball Entertainment |
| Awkward                                      | 2011–2016                      | MTV                             | Remote Productions / Mosquito Productions / Crazy Cat Lady Productions |
| Ridiculousness                               | 2011–presente                  | MTV                             | coproducción con Gorilla Flicks y Thrill One Media |
| eath Valley                                  | 2011                           | MTV                             | coproducción con Liquid Therapy y Guitar & Pen Productions |
| Good Vibes                                   | 2011                           | MTV                             | coproducción con Warner Horizon Television, Werner Entertainment, Rough House Pictures, Not the QB Pro. y Six Point Harness |
| Friendzone                                   | 2011–2014                      | MTV                             | coproducción con 495 Productions |
| Guy Code                                     | 2011–2015                      | MTV2                            | |
| The Exes                                     | 2011–2015                      | TV Land                         | coproducción con Mark Reisman Productions / Acme Productions |
| Caged                                        | 2012                           | MTV                             | coproducción con Joke Productions |
| Ink Master                                   | 2012–presente                  | Spike/Paramount+                | coproducción con Spike Cable Networks Inc. y Truly Original |
| The Pauly D Project                          | 2012                           | MTV                             | coproducción con 495 Productions y ReignDeer Entertainment |
| Stevie TV                                    | 2012–2013                      | VH1                             | coproducción con New Wave Entertainment |
| Mob Wives Chicago                            | 2012                           | VH1                             | coproducción con Electus, Just Jenn Productions, Left/Right Productions y The Weinstein Company |
| Love & Hip Hop: Atlanta                      | 2012–presente                  | VH1/MTV                         | coproducción con Monami Productions, Eastern TV (temporadas 1–8), Big Fish Entertainment (temporada 9) y New Group Productions (temporada 10)                                                                                       |
| The Soul Man                                 | 2012–2016                      | TV Land                         | coproducción con Bird and a Bear Entertainment, Hazy Mills Productions y SamJen Productions |
| Snooki & Jwoww                               | 2012–2015                      | MTV                             | coproducción con 495 Productions |
| Hollywood Exes                               | 2012–2014                      | VH1                             | coproducción con Shed Media y Lynch-Dyson Entertainment |
| The Inbetweeners                             | 2012                           | MTV                             | Basada en la serie británica del mismo nombre creada por Damon Beesley y Iain Morris coproducción con Bwark Productions, Kapital Entertainment y Brad Copeland Productions                                                          |
| This Is How I Made It                        | 2012–2013                      | MTV                             | |
| Los mal pagados                              | 2012–2013                      | MTV                             | Pine City |
| RuPaul's Drag Race All Stars                 | 2012–presente                  | Logo TV/VH1/Paramount+          | coproducción con World of Wonder |
| Catfish: mentiras en la red                  | 2012–presente                  | MTV                             | Critical Content / Catfish Picture Company |
| Buckwild                                     | 2013                           | MTV                             | Parallel Entertainment Pictures / Zoo Productions |
| CMT Hot Twenty                               | 2013–presente                  | CMT                             | |
| Black Ink Crew                               | 2013–2023                      | VH1                             | Big Fish Entertainment (temporadas 1–8) |
| The Jenny McCarthy Show                      | 2013                           | VH1                             | Sony Pictures Television / Embassy Row / Jenny McCarthy Productions |
| The Gossip Game                              | 2013                           | VH1                             | Magilla Entertainment / District Media Entertainment/ Monami Entertainment |
| Forever Young                                | 2013                           | TV Land                         | 3 Ball Productions / Katalyst Films |
| Girl Code                                    | 2013–2018                      | MTV                             | |
| Inside Amy Schumer                           | 2013–2016 2022                 | Comedy Central/Paramount+       | Comedy Partners / It's So Easy Productions / Irony Point / Jax Media |
| Zach Stone Is Gonna Be Famous                | 2013                           | MTV                             | 3 Arts Entertainment |
| The Show with Vinny                          | 2013                           | MTV                             | 495 Productions / Generate Management |
| Hit the Floor                                | 2013–2018                      | VH1/BET                         | The Film Syndicate / In Cahoots Media |
| Miami Monkey                                 | 2013                           | VH1                             | Electus / The Weinstein Company / Just Jenn Productions / Left/Right Productions |
| Big Tips Texas                               | 2013                           | MTV                             | Breitenback Creative + Media / 20 West Productions |
| Scrubbing In                                 | 2013                           | MTV                             | Never Nominated |
| Kirstie                                      | 2013–2014                      | TV Land                         | Marco Pennette Productions / True Blue Productions |
| Are You the One?                             | 2014–2019 2023                 | MTV/Paramount+                  | Lighthearted Entertainment |
| Faking It                                    | 2014–2016                      | MTV                             | |
| Copycat                                      | 2014                           | MTV                             | Next Entertainment / Warner Horizon Television |
| Jennifer Falls                               | 2014                           | TV Land                         | Vanity Logo Productions / Acme Productions |
| Finding Carter                               | 2014–2015                      | MTV                             | The Popfilms Movie Company / Go Dog Go (temporada 1) / One Two Punch Productions (temporada 1) / Stockton Drive Inc. (temporada 2) / Warner Horizon Television                                                                      |
| Make or Break: The Linda Perry Project       | 2014                           | VH1                             | Irwin Entertainment |
| Dating Naked                                 | 2014–2016                      | VH1/Paramount+                  | Lighthearted Entertainment |
| LeAnn & Eddie                                | 2014                           | VH1                             | Gurney Productions / Octagon Entertainment Corporation / Maniac Creative |
| Atlanta Exes                                 | 2014                           | VH1                             | Shed Media / Lynch-Dyson Entertainment |
| I Heart Nick Carter                          | 2014                           | VH1                             | Bischoff Hervey Entertainment |
| Love & Hip Hop: Hollywood                    | 2014–2019                      | VH1                             | Monami Productions / Eastern TV (temporadas 1–5) / Big Fish Entertainment (temporada 6) |
| Tiny & Shekinah's Weave Trip                 | 2014                           | VH1                             | 51 Minds Entertainment / Wikked Cat / Pretty Hustle Productions / Grand Hustle Productions |
| Slednecks                                    | 2014                           | MTV                             | Zoo Productions / All3Media America / Parallel Entertainment Pictures |
| K. Michelle: My Life                         | 2014–2017                      | VH1                             | Eastern TV / Monami Entertainment |
| MTV's Got Your 6                             | 2014                           | MTV                             | Karga Seven Pictures |
| Suave Says                                   | 2014–2015                      | VH1                             | Blank Paige Productions / 51 Minds Entertainment |
| Sorority Sisters                             | 2014–2015                      | VH1                             | Eastern TV / Juma Entertainment |
| Eye Candy                                    | 2015                           | MTV                             | Blumhouse Television / Jax Media |
| One Bad Choice                               | 2015                           | MTV                             | under MTV News & Docs coproducción con Optomen y Jax Media |
| Barely Famous                                | 2015                           | VH1                             | coproducción con Good Clean Fun y 3 Arts Entertainment |
| Younger                                      | 2015–2021                      | TV Land/Paramount+              | coproducción con Darren Star Productions y Jax Media |
| Scream                                       | 2015–2019                      | MTV/VH1                         | Dimension Television (temporadas 1–2) / Signpost Up Ahead (temporadas 1–2) / Flavor Unit Entertainment (temporada 3) |
| Impastor                                     | 2015–2016                      | TV Land                         | coproducción con CBS Studios, The Tannenbaum Company y All in Vane |
| The Jim Gaffigan Show                        | 2015–2016                      | TV Land                         | Fedora Entertainment / Brillstein Entertainment Partners / Burrow Owl Productions / Jax Media / Chimichanga Productions, Inc. / Sony Pictures Television                                                                            |
| Twinning                                     | 2015                           | VH1                             | Lighthearted Entertainment |
| Kingin' with Tyga                            | 2015–2016                      | MTV2/MTV                        | 3 Ball Entertainment |
| Todrick                                      | 2015                           | MTV                             | coproducción con Brian Graden Media |
| Middle of the Night Show                     | 2015                           | MTV                             | Big Breakfast |
| Follow the Rules                             | 2015                           | MTV                             | 51 Minds Entertainment / Flavor Unit Entertainment |
| Black Ink Crew: Chicago                      | 2015–2022                      | VH1                             | Big Fish Entertainment (temporadas 1–6) |
| The Shannara Chronicles                      | 2016–2017                      | MTV/Spike                       | Sonar Entertainment / Farah Films / Millar Gough Ink / Raygun One |
| Teachers                                     | 2016–2019                      | TV Land                         | Martel & Roberts Productions |
| Greatest Party Story Ever                    | 2016                           | MTV                             | Four Peaks Media Group / Den of Thieves / ShadowMachine |
| MTV's Suspect                                | 2016                           | MTV                             | Critical Content / Right Mind Films |
| Lopez                                        | 2016–2017                      | TV Land                         | 3 Arts Entertainment / Dakota Pictures / Travieso Productions / Altschuler Krinsky Works |
| Ladylike                                     | 2016                           | MTV                             | Bird Brain |
| The Amber Rose Show                          | 2016                           | VH1                             | Stage 29 Productions |
| VH1 Live!                                    | 2016                           | VH1                             | Embassy Row |
| Loosely Exactly Nicole                       | 2016–2018                      | MTV/Facebook Watch              | 3 Arts Entertainment / Jax Media |
| Mary + Jane                                  | 2016                           | MTV                             | Multi-Start Productions / Entertainment 360 / Merry Jane |
| Wonderland                                   | 2016                           | MTV Comedy Central              | Done+Dusted |
| Acting Out                                   | 2016                           | MTV                             | A. Smith & Co. Productions |
| Sweet/Vicious                                | 2016–2017                      | MTV                             | |
| Stranded with a Million Dollars              | 2017                           | MTV                             | Tollbooth TV |
| Nobodies                                     | 2017–2018                      | TV Land/Paramount Network       | coproducción con Spike Cable Networks Inc., On the Day Productions y Jax Media |
| The Challenge: Champs vs. Stars              | 2017-2018                      | MTV                             | Bunim/Murray Productions |
| Siesta Key                                   | 2017–2023                      | MTV                             | Entertainment One |
| 90's House                                   | 2017                           | MTV                             | Super Delicious Productions |
| Floribama Shore                              | 2017–2021                      | MTV                             | coproducción con 495 Productions Sucesor de Jersey Shore |
| Amazingness                                  | 2017–2018                      | MTV                             | coproducción con Superjacket Productions |
| Love & Hip Hop: Miami                        | 2018–2025                      | VH1                             | coproducción con Monami Productions, Eastern TV (temporadas 1–2), Big Fish Entertainment (temporada 3) y New Group Productions (temporada 4)                                                                                        |
| Teen Mom: Young and Pregnant                 | 2018–2022                      | MTV                             | |
| Jersey Shore: Family Vacation                | 2018–presente                  | MTV                             | coproducción con 495 Productions Secuela de Jersey Shore |
| Ex on the Beach                              | 2018–2023                      | MTV                             | Entertainment One / Whizz Kid Entertainment / Purveyors of Pop |
| Yellowstone                                  | 2018–2024                      | Paramount Network               | Spike Cable Networks / Linson Entertainment / Bosque Ranch Productions / Treehouse Films / 101 Studios |
| Teen Mom: Young Moms Club                    | 2018–2019                      | MTV                             | |
| T.I. & Tiny: Friends & Family Hustle         | 2018–2020                      | VH1                             | VH1 Productions / Grand Hustle Productions / Tiny Hustle / Crossover Entertainment / 51 Minds Entertainment |
| Cartel Crew                                  | 2019–2021                      | VH1                             | coproducción con Big Fish Entertainment (temporadas 1–2) |
| Lindsay Lohan's Beach Club                   | 2019                           | MTV                             | coproducción con Bunim/Murray Productions |
| The Other Two                                | 2019–2023                      | Comedy Central/HBO Max          | coproducción con Comedy Partners, Broadway Video, Jax Media y Kelly/Schneider |
| Game of Clones                               | 2019                           | MTV                             | coproducción con The Roush Wagner Company y Youngest Media |
| Double Shot at Love                          | 2019–2021                      | MTV                             | coproducción con 495 Productions |
| como «MTV Studios»                           |                                |                                 | |
| El Mundo Real                                | 2019                           | Facebook Watch                  | coproducción con Bunim/Murray Productions |
| The Hills: New Beginnings                    | 2019–2021                      | MTV                             | coproducción con Evolution Media |
| Girls Cruise                                 | 2019                           | VH1                             | coproducción con Big Fish Entertainment |
| South Side                                   | 2019–2022                      | Comedy Central/HBO Max          | coproducción con Comedy Partners, Emerald Street, The Riddle Entertainment Group y Jax Media |
| Black Ink Crew: Compton                      | 2019–2022                      | VH1                             | Big Fish Entertainment (temporada 1) |
| Ghosted: Love Gone Missing                   | 2019–2021                      | MTV                             | Sharp Entertainment |
| True Life Crime                              | 2020–2021                      | MTV                             | coproducción con Good Caper Content, Karga Seven Pictures y Left/Right Productions |
| Awkwafina Is Nora from Queens                | 2020–2023                      | Comedy Central                  | coproducción con Comedy Partners, In Fina We Trust y Artists First |
| Families of the Mafia                        | 2020–2021                      | MTV                             | |
| RuPaul's Secret Celebrity Drag Race          | 2020–2022                      | VH1                             | coproducción con World of Wonder |
| Revenge Prank                                | 2020–2021                      | MTV                             | coproducción con Gobstopper Television |
| True Life Presents: Quarantine Stories       | 2020                           | MTV                             | |
| RuPaul's Drag Race: Vegas Revue              | 2020                           | VH1                             | coproducción con World of Wonder |
| como «MTV Entertainment Studios»             |                                |                                 | |
| Emily in Paris                               | 2020–presente                  | Netflix                         | Darren Star Productions / Jax Media Originamente ordenada por Paramount Network |
| Deliciousness                                | 2020–2022                      | MTV                             | coproducción con Thrill One Media / Gorilla Flicks Serie derivada de Ridiculousness |
| VH1 Family Reunion: Love & Hip Hop Edition   | 2021–2023                      | VH1                             | |
| My Celebrity Dream Wedding                   | 2021–presente                  | VH1                             | coproducción con Entertainment One |
| The Real World Homecoming                    | 2021–2022                      | Paramount+                      | coproducción con Bunim/Murray Productions |
| The Challenge: All Stars                     | 2021–presente                  | Paramount+/MTV                  | coproducción con Bunim/Murray Productions |
| Couples Retreat                              | 2021–presente                  | VH1/MTV                         | |
| From Cradle to Stage                         | 2021                           | Paramount+                      | coproducción con Live Nation Entertainment, Roswell Films y Therapy Studios |
| CMT Campfire Sessions                        | 2021–presente                  | CMT                             | |
| Adorableness                                 | 2021                           | MTV                             | coproducción con Thrill One Media y Gorilla Flicks |
| My True Crime Story                          | 2021–2022                      | VH1                             | coproducción con Hotsnakes Media |
| Messyness                                    | 2021–2022                      | MTV                             | coproducción con Thrill One Media y Gorilla Flicks |
| Hell of A Week with Charlamagne tha God      | 2021–2022                      | Comedy Central                  | coproducción con Comedy Partners, CThaGodWorld Productions y Spartina Productions |
| Mayor of Kingstown                           | 2021–presente                  | Paramount+                      | coproducción con Bosque Ranch Productions, 101 Studios, Yari Film Group y Yucaipa Companies |
| Queen of the Universe                        | 2021–2023                      | Paramount+                      | coproducción con World of Wonder |
| 1883                                         | 2021–2022                      | Paramount+                      | coproducción con 101 Studios, Bosque Ranch Productions y Linson Entertainment Prequel to Yellowstone by Taylor Sheridan y John Linsom                                                                                               |
| Teen Mom: Family Reunion                     | 2022–presente                  | MTV                             | coproducción con 11th Street Productions |
| Teen Mom: Girl's Night In                    | 2022–presente                  | MTV                             | coproducción con 11th Street Productions |
| Fairview                                     | 2022                           | Comedy Central                  | coproducción con CBS Studios, Late Night Cartoons, Inc., Spartina Productions, Licht Media Solutions y RJ Fried Worldwide |
| Becoming A Popstar                           | 2022–presente                  | MTV                             | coproducción con Pepsi Productions, Jesse Collins Entertainment, Velocity |
| Help! I'm in a Secret Relationship!          | 2022–presente                  | MTV                             | coproducción con Sharp Entertainment |
| Hip Hop My House                             | 2022–presente                  | Paramount+                      | coproducción con Anaid Productions |
| Buckhead Shore                               | 2022                           | MTV                             | coproducción con 495 Productions Serie derivada de Jersey Shore |
| All Star Shore                               | 2022–2023                      | Paramount+                      | coproducción con White Label Productions, ITV Studios Netherlands Una adaptación con personas famosas de Jersey Shore. |
| The Challenge: USA                           | 2022–2023                      | CBS                             | Bunim/Murray Productions |
| Uncoupled                                    | 2022                           | Netflix                         | coproducción con Darren Star Productions, Jeffrey Richman Productions y Jax Media |
| Teen Mom: The Next Chapter                   | 2022–presente                  | MTV                             | coproducción con 11th Street Productions |
| The Challenge: Untold History                | 2022                           | MTV                             | coproducción con Bunim/Murray Productions |
| Tulsa King                                   | 2022–presente                  | Paramount+                      | coproducción con Bosque Ranch Productions, Cold Front Productions, Balboa Productions y 101 Studios |
| George & Tammy                               | 2022–2023                      | Showtime                        | coproducción con Freckle Films, 101 Studios, Mad Chance Productions, Blink Films Inc, Aunt Sylvia's Moving Picture Co. y Brolin Productions                                                                                         |
| Sampled                                      | 2022                           | Paramount+                      | coproducción con 3Ball Productions y Hu |
| 1923                                         | 2022–2025                      | Paramount+                      | coproducción con 101 Studios, Linson Entertainment y Bosque Ranch Productions Secuela de la miniserie dramática western 1883 y precuela de Yellowstone de Taylor Sheridan y John                                                    |
| Sometimes When We Touch                      | 2023                           | Paramount+                      | coproducción con Gunpowder & Sky |
| Wolf Pack                                    | 2023–presente                  | Paramount+                      | coproducción con First Cause, Inc. y Capital Arts Entertainment |
| Digman!                                      | 2023–presente                  | Comedy Central                  | coproducción con CBS Studios, Dandyflower Productions, Lonely Island Classics y Titmouse, Inc. |
| Waco: The Aftermath                          | 2023                           | Showtime                        | coproducción con Spyglass Media Group, 101 Studios y Brothers Bowdle Productions Secuela de la miniserie de 2018 Waco |
| The Family Stallone                          | 2023–2024                      | Paramount+                      | coproducción con Bunim/Murray Productions |
| Lioness                                      | 2023–presente                  | Paramount+                      | Blossom Films, Cinestar, 101 Studios y Bosque Ranch Productions También conocida como Special Ops: Lioness |
| Lawmen: Bass Reeves                          | 2023                           | Paramount+                      | coproducción con Catch Fire, Yoruba Saxon, Bosque Ranch Productions y 101 Studios |
| De La Calle                                  | 2023                           | Paramount+                      | coproducción con Zero Point Zero Production |
| Ren & Stimpy                                 | 2024                           | Comedy Central (Internacional)  | Awesome Inc. / Jaffe Institute of Technology Reinicio de Ren y Stimpy |
| Everybody Still Hates Chris                  | 2024–presente                  | Comedy Central                  | coproducción con CBS Eye Animation Productions, Titmouse, Inc, CR Enterprises, Inc, Sanjay Shah Productions y 3 Arts Entertainment Regreso y secuela de Todo el mundo odia a Chris                                                  |
| Landman                                      | 2024–presente                  | Paramount+                      | coproducción con Bosque Ranch Productions, Imperative Entertainment, 101 Studios y Texas Monthly |